# Ferencváros
Ferencváros es el 9.º (IX) distrito de Budapest, capital de Hungría. El desarrollo del distrito comenzó en el siglo XVII, cuando fue bautizado con su actual nombre, que significa La ciudad de Francisco, en honor a Francisco I de Austria.